# Marrit Hallström
Marrit Emma Lovisa Hallström, född 28 augusti 1883 i Köping, död där 18 juni 1967, var en svensk gymnastikpedagog.
Marrit Hallström var dotter till disponenten Hjalmar Hallström och dotterson till Otto Gottfrid Hallström. Hon genomgick 1903–1905 Gymnastiska centralinstitutet och avlade 1905 gymnastikdirektörsexamen. Under följande år var hon anställd vid ett gymnastikinstitut i Amsterdam, 1907–1909 var hon lärarinna vid Zanderska helpensionen i Ström utanför Södertälje och 1909–1917 vid Brummerska skolan i Stockholm, varefter hon 1917–1918 tjänstgjorde vid krigssjukhus i Wien och 1919–1921 vid Rädda barnens hjälpcentral där. 1919–1921 undervisade hon vid Gymnastiska centralinstitutet, varefter hon 1923–1943 var lärarinna vid Högre lärarinneseminariet och från 1923 var lärarinna vid Statens normalskola för flickor. Hon ledde gymnastikkurser i Sverige och Storbritannien samt ledde den svenska kvinnliga gymnastiktruppen vid uppvisningar vid Olympiska spelen i Stockholm 1912 och i Berlin 1936. Hon var även ledare för den kvinnliga masstruppen vid Stockholmsutställningen 1930 och Lingiaden 1939. 
Hallström lade ned ett betydande arbete inom olika organisationer för gymnastik och idrott, 1924 blev hon styrelseledamot i damidrottsförbundet Svenska kvinnors centralförbund för fysisk kultur (SKCFK) grundad samma år under Kvinnornas idrottsriksdag och var från 1928 ordförande i den svenska sektionen av Nordiskt förbund för kvinnogymnastik. 1928 tilldelades hon Illis quorum. Hon stod i sin gymnastiktanke nära Elli Björkstén.